# Christophe Charles
Cet article concerne le compositeur contemporain. Pour le journaliste, voir Christophe Charles.
Christophe Charles, né à Marseille en 1964, est un artiste et compositeur français.

## Biographie
Il obtient un doctorat à l'université de Tsukuba (1996) et à l'INALCO (1997), il est actuellement enseignant à l'Université des arts de Musashino (Tokyo). Il crée des compositions à l'aide d'ordinateurs avec des sons trouvés, en insistant sur l'autonomie de chaque son et l'absence de structure hiérarchique.
Ses compositions ont notamment été publiées en solo sur Mille Plateaux / Ritornell (série "undirected"), et sur plusieurs compilations (Mille Plateaux, Ritornell, Sub Rosa, Code, Cirque, Cross, X-tract, CCI, ICC, etc). Expositions de groupe : ICC "Sound Art" (Tokyo, 2000), V&A "Radical Fashion" (London, 2001). Ses installations sonores permanentes sont présentées à l'Osaka Housing Information Center (1999) et à l'Atrium central de l'Aéroport international de Tokyo-Narita (2000). 
Il collabore notamment avec les musiciens Henning Christiansen, Shiomi Mieko, Chino Shuichi, Markus Popp (oval),  Hanno Yoshihiro+Sakamoto Ryuichi (hoon), Kako Yuzo, Shibuya Keiichiro, les artistes plasticiens et vidéastes Bjørn Nørgaard, Yamaguchi Katsuhiro, Yamamoto Keigo, Visual Brains, Osaka Takuro, Kai Syng Tan, Grégory Chatonsky, les danseurs et artistes de performance Ishii Mitsutaka, Kazakura Sho, Osanai Mari, Ishikawa Fukurow, Salvanilla. 
Il est le fils du philosophe et musicien Daniel Charles.  